# UFC 87
UFC 87: Seek and Destroy（ユーエフシー・エイティセブン：シーク・アンド・デストロイ）は、アメリカ合衆国の総合格闘技団体「UFC」の大会の一つ。2008年8月9日、ミネソタ州ミネアポリスのターゲット・センターで開催された。
初のミネソタ州開催となった本大会では、UFC世界ウェルター級王者ジョルジュ・サンピエールと挑戦者ジョン・フィッチによるUFC世界ウェルター級タイトルマッチが行われた。

## 大会概要
メインイベントのウェルター級タイトルマッチでは王者サンピエールが、16連勝中の挑戦者フィッチを判定で下し、王座の初防衛に成功した。当初、ブロック・レスナーはマーク・コールマンとの対戦が予定されていたが、コールマンの欠場に伴い、ヒース・ヒーリングと対戦した。
キャリア6戦全勝のジョン・ジョーンズ、5戦全勝のアンドレ・グスマォンがUFCデビュー。

## 試合結果

### プレリミナリィカード
第1試合 ウェルター級 5分3R
○  ベン・ソーンダース vs.  ライアン・トーマス ×
2R 2:28 腕ひしぎ十字固め
第2試合 ウェルター級 5分3R
○  クリス・ウィルソン vs.  スティーブ・ブルーノ ×
3R終了 判定3-0（30-27、30-27、30-27）
第3試合 ライトヘビー級 5分3R
○  ジョン・ジョーンズ vs.  アンドレ・グスマォン ×
3R終了 判定3-0（30-27、29-28、30-27）
第4試合 ヘビー級 5分3R
○  シーク・コンゴ vs.  ダン・エバンセン ×
1R 4:55 TKO（レフェリーストップ：パウンド）
第5試合 ウェルター級 5分3R
○  タムダン・マクローリー vs.  ルーク・クモ ×
3R終了 判定3-0（30-27、30-27、29-28）

### メインカード
第6試合 ミドル級 5分3R
○  デミアン・マイア vs.  ジェイソン・マクドナルド ×
3R 2:44 チョークスリーパー
第7試合 ライト級 5分3R
○  ケニー・フロリアン vs.  ロジャー・ウエルタ ×
3R終了 判定3-0（30-27、30-27、30-27）
第8試合 ライト級 5分3R
○  ロバート・エマーソン vs.  マニー・ガンブリャン ×
1R 0:12 KO（右フック→パウンド）
第9試合 ヘビー級 5分3R
○  ブロック・レスナー vs.  ヒース・ヒーリング ×
3R終了 判定3-0（30-26、30-26、30-26）
第10試合 UFC世界ウェルター級タイトルマッチ 5分5R
○  ジョルジュ・サンピエール vs.  ジョン・フィッチ ×
3R終了 判定3-0（50-43、50-44、50-44）
※サンピエールが王座の初防衛に成功。

### 各賞
ファイト・オブ・ザ・ナイト： ジョルジュ・サンピエール vs. ジョン・フィッチ
ノックアウト・オブ・ザ・ナイト： ロバート・エマーソン
サブミッション・オブ・ザ・ナイト： デミアン・マイア
各選手にはボーナスとして60,000ドルが支給された。